# Cristellariopsis
Cristellariopsis es un género de foraminífero bentónico de la subfamilia Lenticulininae, de la familia Vaginulinidae, de la superfamilia Nodosarioidea, del suborden Lagenina y del orden Lagenida. Su especie tipo es Cristellariopsis punctata. Su rango cronoestratigráfico abarca el Paleógeno.

## Clasificación
Cristellariopsis incluye a las siguientes especies:
- Cristellariopsis heronalleni †
- Cristellariopsis punctata †
- Cristellariopsis wirzi †